# Appendispora frondicola
Appendispora frondicola är en svampart som beskrevs av K.D. Hyde 1994. Appendispora frondicola ingår i släktet Appendispora och familjen Didymosphaeriaceae.   Inga underarter finns listade i Catalogue of Life.